# Medalha "Pela Coragem em Incêndio" (Rússia)
A Medalha "Pela Coragem em Incêndio"(em russo: Медаль «За отвагу на пожаре»,tr. Medal "Za otvagu na pozhare") é uma condecoração estatal da Federação Russa. Foi instituída pelo Decreto do Presidente da Federação Russa em 15 de setembro de 2018, nº 519, "Sobre a criação da Medalha 'Pela Coragem em Incêndio' e o estabelecimento do título honorífico 'Trabalhador Homenageado do Corpo de Bombeiros da Federação Russa'". 

## História
A Medalha "Pela Coragem em Incêndio" foi instituída pelo Decreto do Presidium do Soviete Supremo da URSS em 31 de outubro de 1957 para premiar bombeiros, membros de brigadas voluntárias, militares e outros cidadãos que se destacaram no combate a incêndios, no resgate de pessoas e na proteção da propriedade socialista e dos bens dos cidadãos contra o fogo.  
Em 25 de dezembro de 1991, de acordo com uma lei aprovada pelo Soviete Supremo da república, a RSFSR foi renomeada para Federação Russa. No dia seguinte, em 26 de dezembro de 1991, a URSS deixou de existir, e a Rússia tornou-se um Estado independente. Em 21 de abril de 1992, o Congresso dos Deputados do Povo da Rússia confirmou a mudança de nome, introduzindo as devidas alterações na Constituição da RSFSR, que entraram em vigor em 16 de maio de 1992 com sua publicação oficial.Por meio do Decreto do Presidium do Soviete Supremo da Federação Russa de 2 de março de 1992, nº 2424-1, algumas condecorações da era soviética foram temporariamente mantidas na nova estrutura de premiações da Rússia, incluindo a Medalha "Pela Coragem em Incêndio". 
No entanto, quando o sistema de condecorações foi reformulado pelo Decreto do Presidente da Federação Russa de 2 de março de 1994, nº 442, essa medalha não foi incluída. Ainda assim, medalhas semelhantes foram criadas pelo Ministério do Interior da Rússia em 2001 e pelo Ministério de Situações de Emergência da Rússia em 2002. 
A Medalha "Pela Coragem em Incêndio" foi oficialmente restabelecida no sistema de condecorações da Federação Russa pelo Decreto Presidencial de 15 de setembro de 2018, nº 519. 

## Regulamento

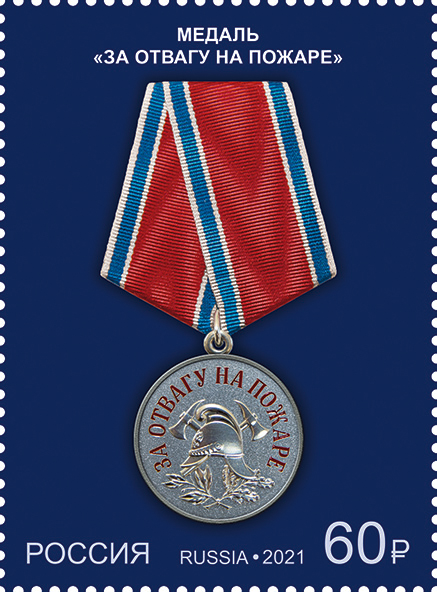
Selo postal russo, 2021

De acordo com o regulamento da condecoração, aprovado pelo Decreto do Presidente da Federação Russa de 15 de setembro de 2018, nº 519, a Medalha "Pela Coragem em Incêndio" é concedida a funcionários do serviço federal de combate a incêndios da Guarda Estatal de Incêndios, militares, agentes das forças de segurança e outros cidadãos da Federação Russa pelos seguintes méritos : 
- coragem, bravura e dedicação demonstradas no combate a incêndios, no resgate de pessoas e na proteção de bens contra o fogo;
- liderança eficaz na atuação de unidades de combate a incêndios, no resgate de pessoas e na organização e execução de operações de salvamento;
- coragem, bravura e persistência demonstradas na prevenção de explosões em incêndios ou na contenção de incêndios de grande risco.

O regulamento também prevê a concessão da medalha a cidadãos estrangeiros que tenham demonstrado "coragem e bravura no combate a incêndios e na realização de operações de resgate em território da Federação Russa".
A Medalha "Pela Coragem em Incêndio" pode ser concedida postumamente.
A medalha é usada no lado esquerdo do peito e, se houver outras medalhas da Federação Russa, deve ser posicionada após a Medalha "Por Distinção na Proteção da Fronteira do Estado". Para ocasiões especiais e uso diário, está prevista uma versão miniatura da medalha, que também deve ser posicionada após a miniatura da Medalha "Por Distinção na Proteção da Fronteira do Estado".
Quando usada na fita sobre o uniforme, a ordem de disposição segue a mesma regra, ficando após a fita da Medalha "Por Distinção na Proteção da Fronteira do Estado".

## Descrição

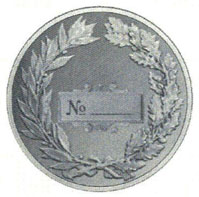
Reverso da medalha

A Medalha "Pela Coragem em Incêndio" é feita de prata e tem formato circular, com 32 milímetros de diâmetro e uma borda em relevo em ambos os lados.
No anverso da medalha, no centro, há a imagem de um capacete de bombeiro sobre dois machados cruzados. Na parte superior, ao longo da borda, está a inscrição em relevo, coberta com esmalte vermelho: "PELA CORAGEM EM INCÊNDIO" (em russo: «ЗА ОТВАГУ НА ПОЖАРЕ»;"ZA OTVAGU NA POZHARE"). Na parte inferior, encontram-se ramos cruzados de louro e carvalho.
No reverso, há uma coroa circular composta por folhas de carvalho e louro. No centro, há um retângulo com o número de série da medalha.
A medalha é presa por meio de uma argola a um suporte pentagonal, revestido com uma fita de seda moiré na cor vermelho-escuro. Nas bordas da fita, há listras na cor azul-centáurea, contornadas por faixas brancas em ambos os lados. A largura total da fita é de 24 milímetros, sendo as faixas azul-centáurea de 3 milímetros e as brancas de 1 milímetro.